# 外枠発走
外枠発走（そとわくはっそう）は競馬の出走において、発馬機で暴れた出走馬に対して、本来出走するゲートではなく、大外枠の隣で出走させる処置のことである。
外枠発走の対象となるケースは、発走時の発馬機へのゲート入りをする際、馬の気性や癖などによる暴れ、スタート前に発馬機のゲートを潜り抜けてしまったり、扉を勝手に開けてしまうなどによって、本来の枠番で出走させた場合に他の出走馬への影響を与えて、公正な競馬競走の確保が困難になってしまう可能性があると認められた場合、並びに、本来出走を予定していた枠のゲート設置の金具の破損などで故障してしまった場合に適用される。
中央競馬の場合は、通常、出走馬の大外枠の2つ外側に移動させる。16頭立てである場合は、この対象馬は18番ゲートに入れさせられる。なお枠入り時に負傷が発生した場合には、馬体検査の上、異常が認められた場合、あるいは放馬によって著しく疲労をため込んでしまった場合に競走除外（馬券返還を伴う）がなされる場合がある。
地方競馬においては、フルゲートとなった際に空き枠がない・JRAと違って地上波放送がないので発走時間を遅らせても金具を取り替えする時間が取れる・宮道式ゲートの場合は金具がなくJRA式のゲートに比べて破損が起きにくい等の理由で外枠発走を実施していなかった。しかし、南関東4競馬場において2021年度途中から順次外枠発走が導入され、同年8月17日大井競馬第4競走にて実施された。